# Brachythecium rivulare
Brachythecium rivulare là một loài Rêu trong họ Brachytheciaceae. Loài này được Schimp. mô tả khoa học đầu tiên năm 1853.

## Hình ảnh

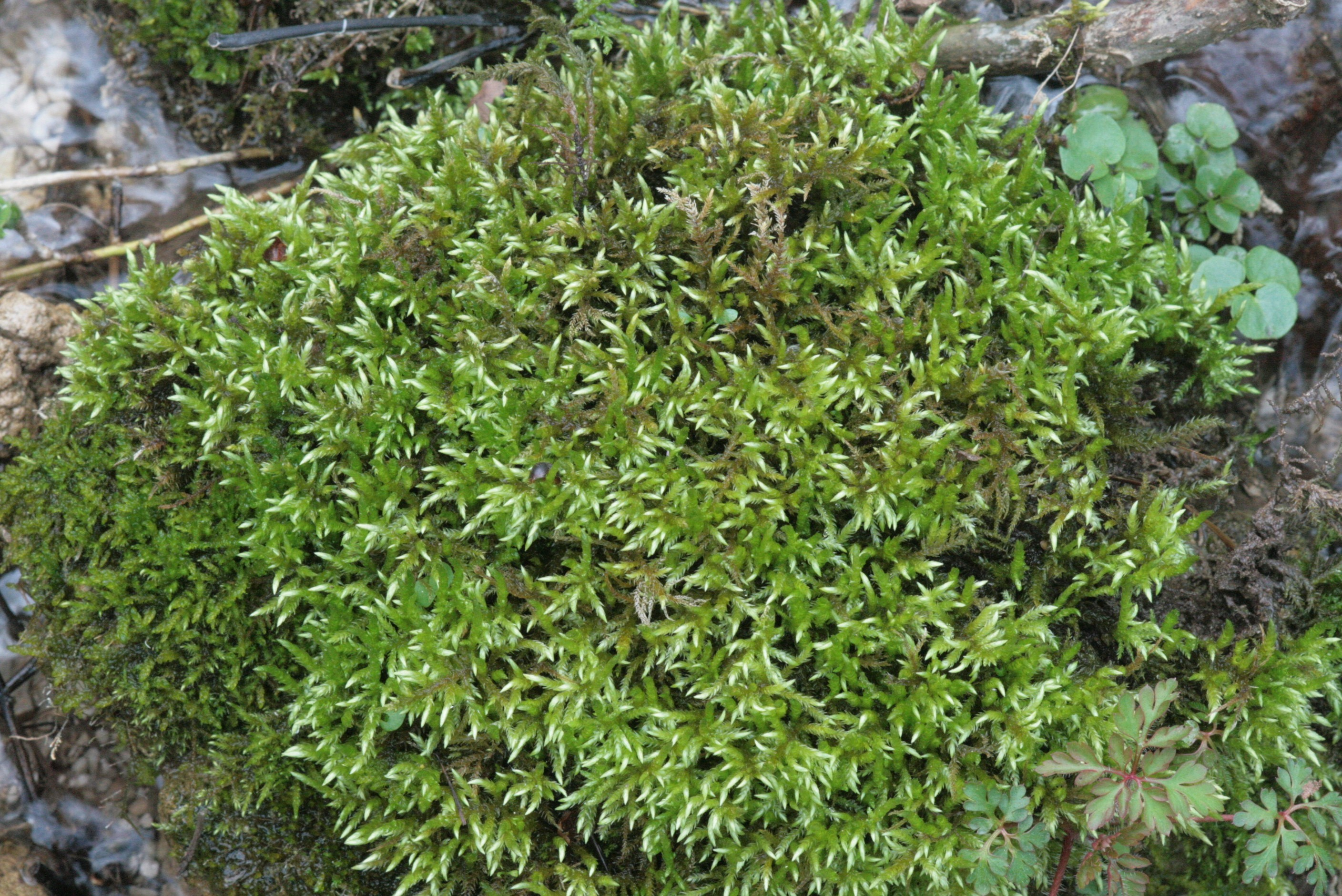
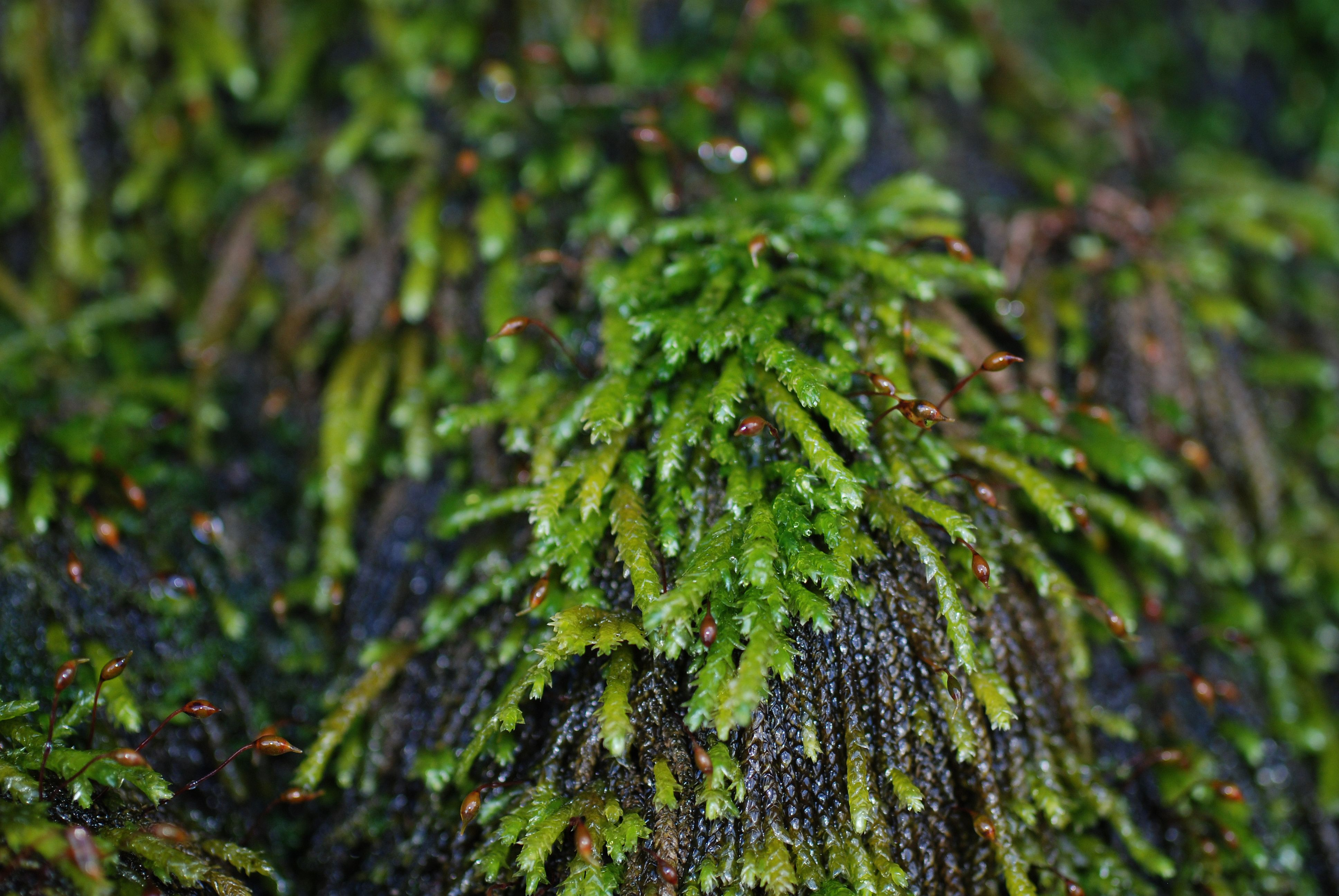
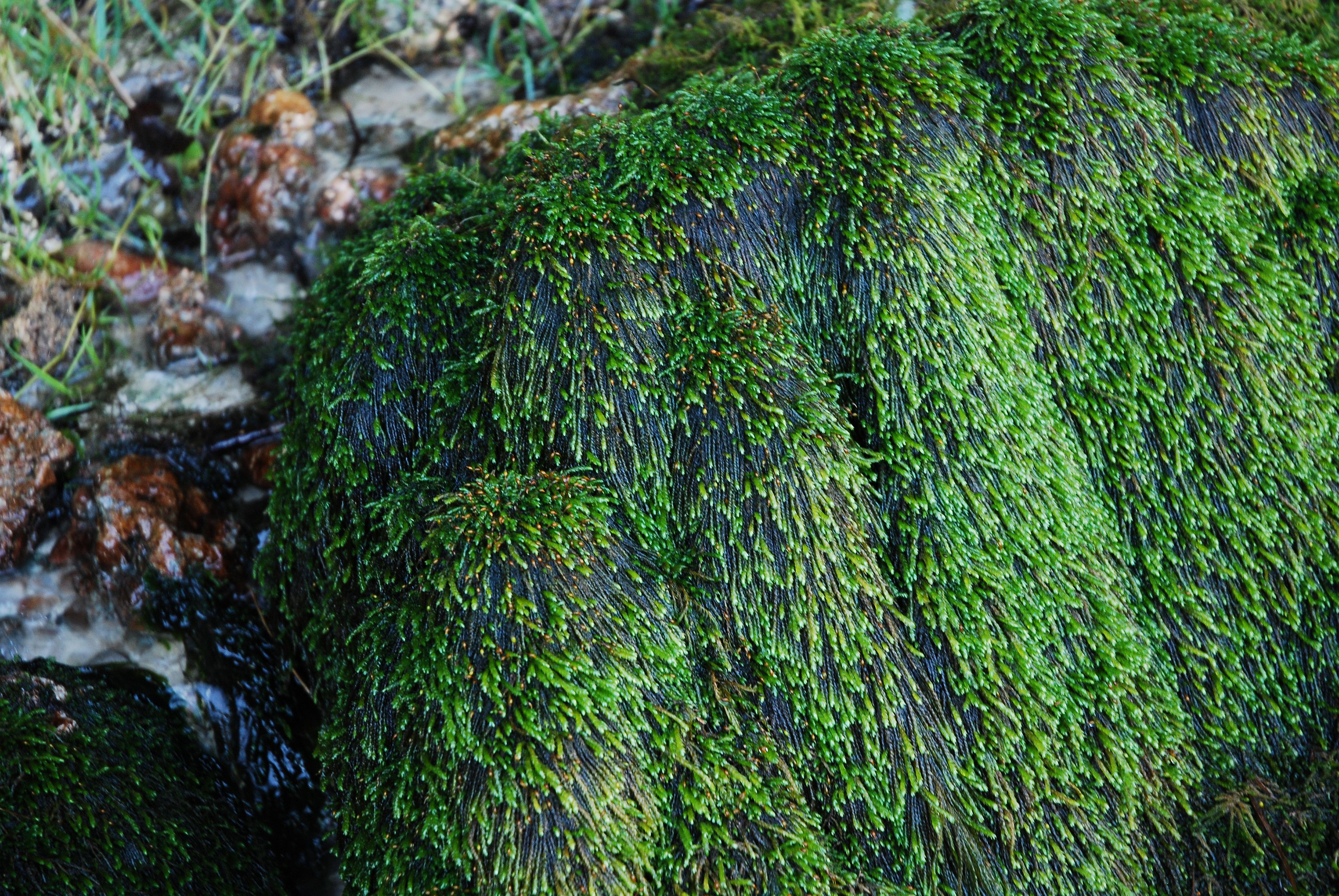
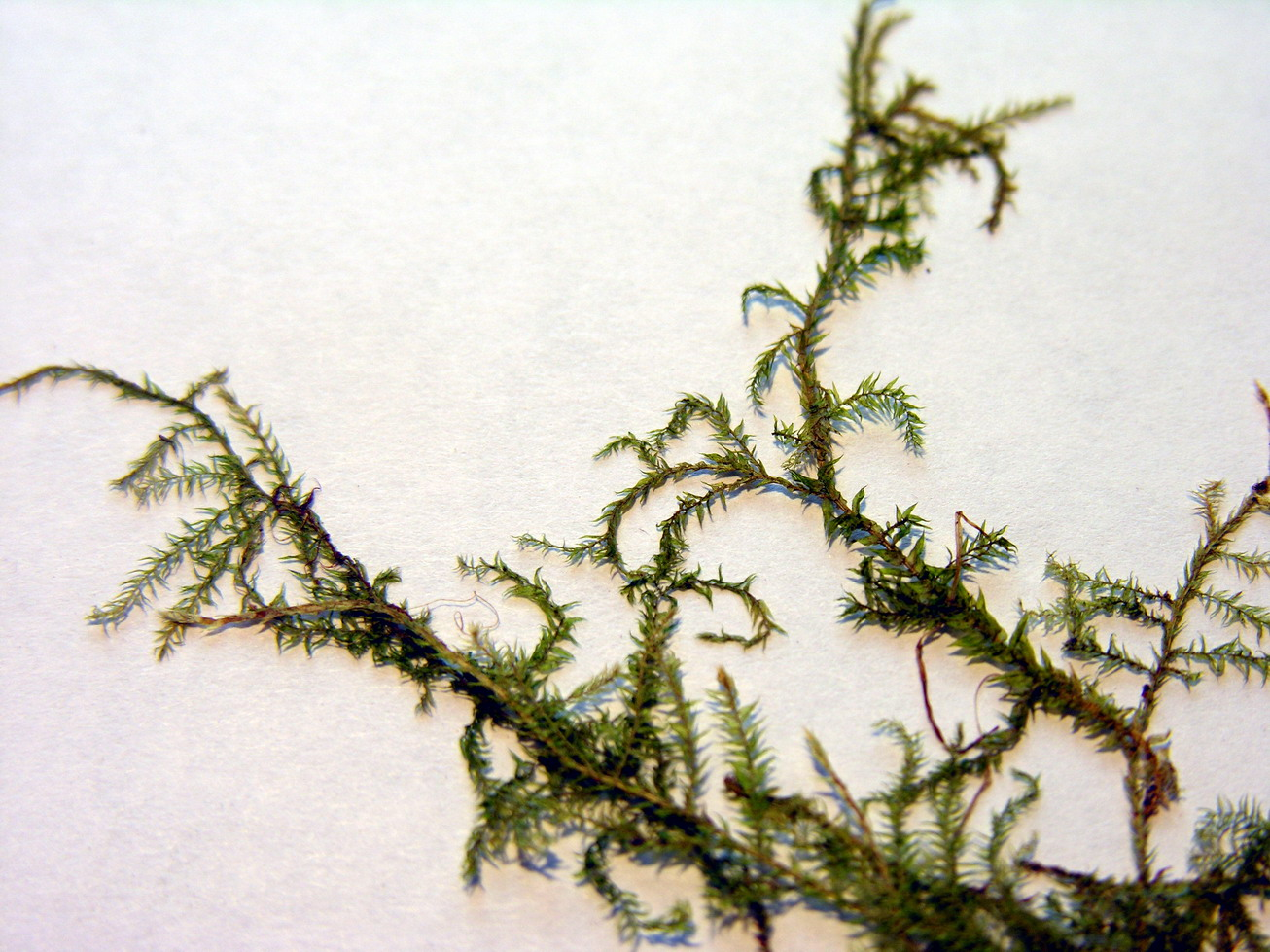